# Sätinge
Sätinge – miejscowość (tätort) w Szwecji, w regionie administracyjnym (län) Halland, w gminie Kungsbacka.
Według danych Szwedzkiego Urzędu Statystycznego liczba ludności wyniosła: 338 (31 grudnia 2015), 365 (31 grudnia 2018) i 361 (31 grudnia 2019).